# Madeuplexia retorta
Madeuplexia retorta är en fjärilsart som beskrevs av Emilio Berio 1955. Madeuplexia retorta ingår i släktet Madeuplexia och familjen nattflyn. Inga underarter finns listade i Catalogue of Life.